# Ithycyphus oursi
Espèce
Statut de conservation UICN

 LC  : Préoccupation mineure
Ithycyphus oursi est une espèce de serpents de la famille des Lamprophiidae. 

## Répartition
Cette espèce est endémique de Madagascar.

## Publication originale
- Domergue, 1986 : Notes sur les serpentes de la region malgache 6. Le genre Ithycyphus Günther, 1873; description de deux especes nouvelles. Bulletin du Muséum d'histoire naturelle de Paris, vol. 8, n. 2, p. 409-434.